# Eurytoma conica
Eurytoma conica är en stekelart som beskrevs av Léon Abel Provancher 1887. Eurytoma conica ingår i släktet Eurytoma och familjen kragglanssteklar. Inga underarter finns listade i Catalogue of Life.